# Brisbane Roar Football Club (féminines)
Maillots
Actualités
Le Brisbane Roar Football Club Women est la section féminine du Brisbane Roar, basé à Brisbane en Australie. Il évolue en W-League, la première division australienne.

## Histoire
Lors de la saison inaugurale, en 2008-2009, le Queensland Roar remporte le doublé Premiership-Championship. L'équipe arrive à nouveau en finale la saison suivante, mais échoue face au Sydney FC. Le club change de nom et devient le Brisbane Roar.
Le club recrute en 2017 l'Américaine Carson Pickett, née sans avant-bras gauche.
En 2017-2018, le Roar remporte le Premiership pour la troisième fois, mais est éliminé en demi-finales du Championship. La saison suivante, l'équipe échoue à nouveau aux portes de la finale.
Le Brisbane Roar finit 2e de la saison régulière en 2020-2021 en égalant le record de la plus large victoire de l'histoire du championnat (6-0 contre le Melbourne Victory), avant de perdre en demi-finales contre les futures championnes du Melbourne Victory.

## Palmarès

### W-League
- Premiership (saison régulière) : 2008-2009, 2012-2013, 2017-2018
- Championship (play-offs) : 2008-2009, 2010-2011

## Anciennes personnalités notables

### Joueuses
Allemagne
- Nadine Angerer

 Australie
- Laura Brock
- Lisa De Vanna
- Elise Kellond-Knight
- Clare Polkinghorne
- Tameka Yallop

 États-Unis
- Celeste Boureille

 Japon
- Yūki Nagasato

 Nouvelle-Zélande
- Rebekah Stott

## Supporters
Le Roar Corps est le principal groupe de supporters du Brisbane Roar féminin.